# Sophronica vittata
Sophronica vittata är en skalbaggsart som beskrevs av Teocchi 1991. Sophronica vittata ingår i släktet Sophronica och familjen långhorningar.
Artens utbredningsområde är Botswana. Inga underarter finns listade i Catalogue of Life.